# Bereitschaftsleiter
Bereitschaftsleiter (en español: Líder de Preparación) era un rango político del Partido Nacionalsocialista que existió entre 1939 y 1945. Había tres niveles del rango, conocidos como Bereitschaftsleiter, Oberbereitschaftsleiter y Hauptbereitschaftsleiter.
El rango fue creado para reemplazar el rango anterior de Stellenleiter, en sí mismo un reemplazo del rango incluso antiguo de Zellenwart. Los que ocupaban el rango de Bereitschaftsleiter fueron asignados con mayor frecuencia a la posición de Zellenleiter en el nivel local del Partido Nacionalsocialista. En los niveles más altos del Partido (Condado, Región y Nacional), el rango de Bereitschaftsleiter se usó como personal de bajo nivel o posición administrativa.

## Insignia

Parche de cuello de un Bereitschaftsleiter.
Parche de cuello de un Oberbereitschaftsleiter.
Parche de cuello de un Hauptbereitschaftsleiter.